# Ареополі
Ареополі (грец. Αρεόπολη) — місто в Греції, друге за величиною на півострові Мані, ном Лаконія, периферія Пелопоннес. Ареополі розташоване за 72 км на південь від Спарти та за кілька кілометрів від головного порту Мані — міста Лімені.

## Історія
Назва Ареополі у перекладі з грецької означає місто Ареса — давньогрецького міфічного бога війни. Проте первісною назвою міста було Цимова.
Ареополі відомий тим, що саме в ньому 17 березня 1821 року розпочалась грецька національно-визвольна війна проти турецького панування із повстання, піднятого маніотом Петросом Мавроміхалісом.

## Визначні місця
- Церква Святого Архангела, зведена у 17 столітті у типовому для середньовіччя архітектурному стилі, славиться своїми фресками. Саме у цій церкві Петрос Мавроміхаліс та його соратники отримали благословення на боротьбу за незалежність.

- Башта Пікулакіс має три поверхи, після відновлення тут облаштовано музей. Тут у 1826 році кілька літніх маніотів розгромили загон Ібрагіма Єгипетського.

- Башта Капетанаку після відбудови перетворена на гостинний двір.

- Башта Мавроміхаліса — чотириповерхова вежа, оточена цілим комплексом укріплень, які роблять її справєньою фортецею. Впродовж останніх десятиліть тут діяла муніципальна школа.